# Alexander Calder

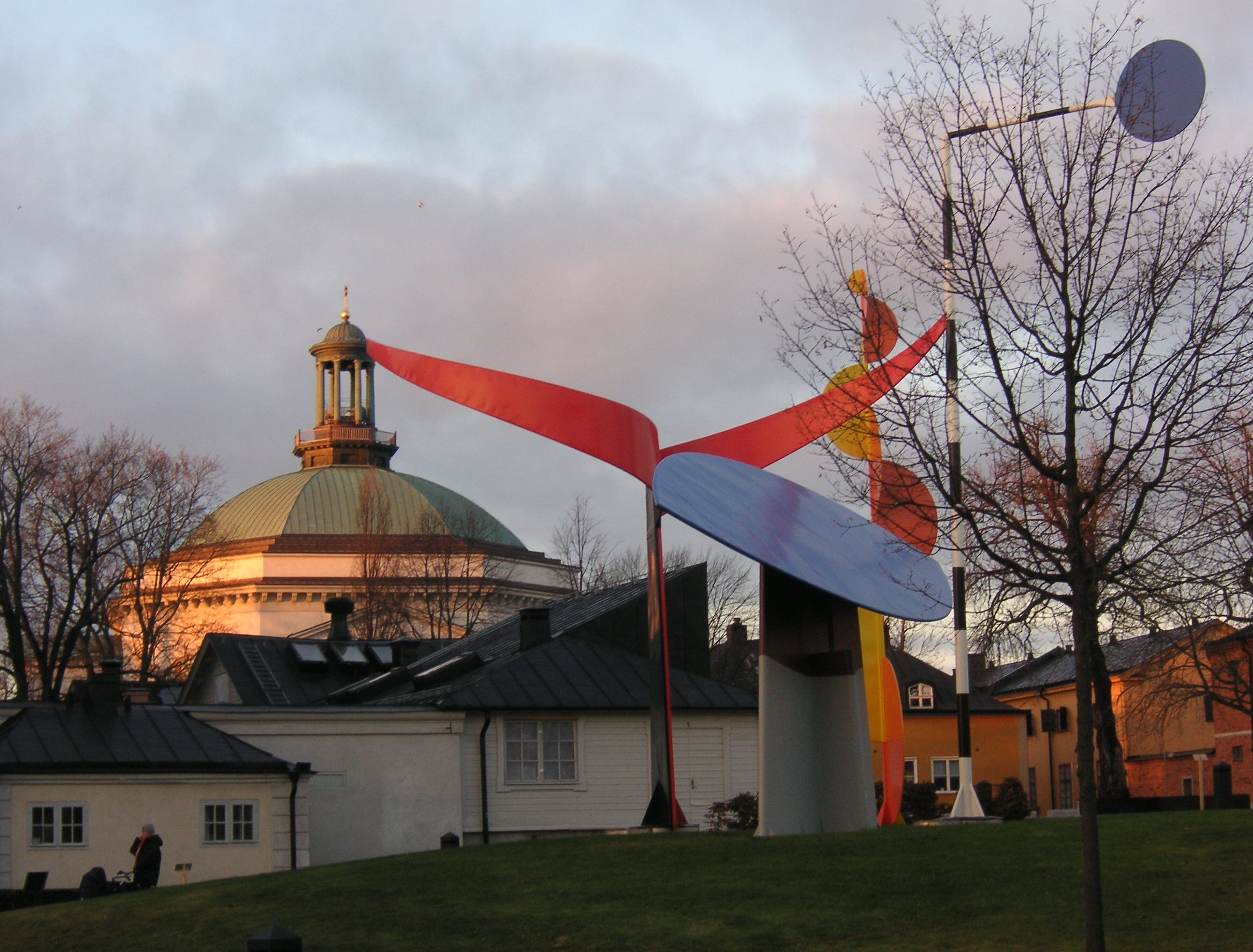
De fyra elementen av Calder vid Moderna Museet i Stockholm år 2005.

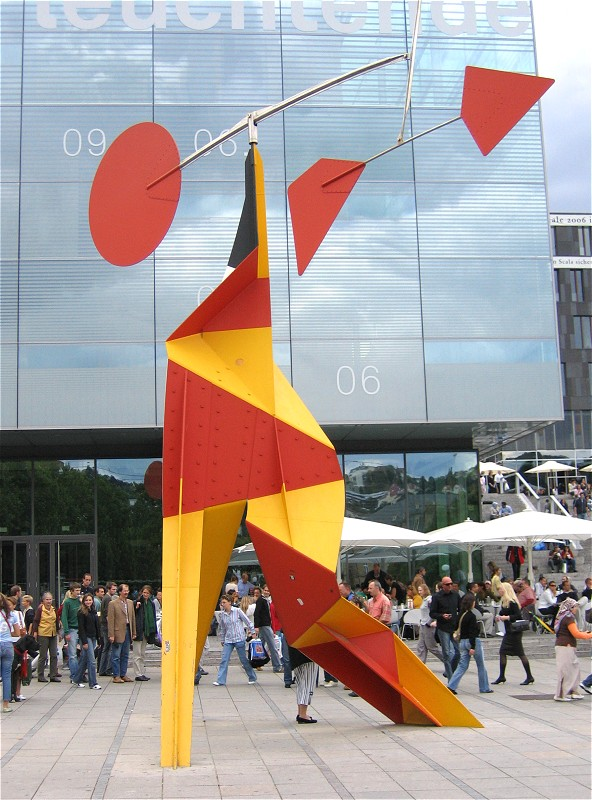
Crinkly with Red Disk 1973, Stuttgart.

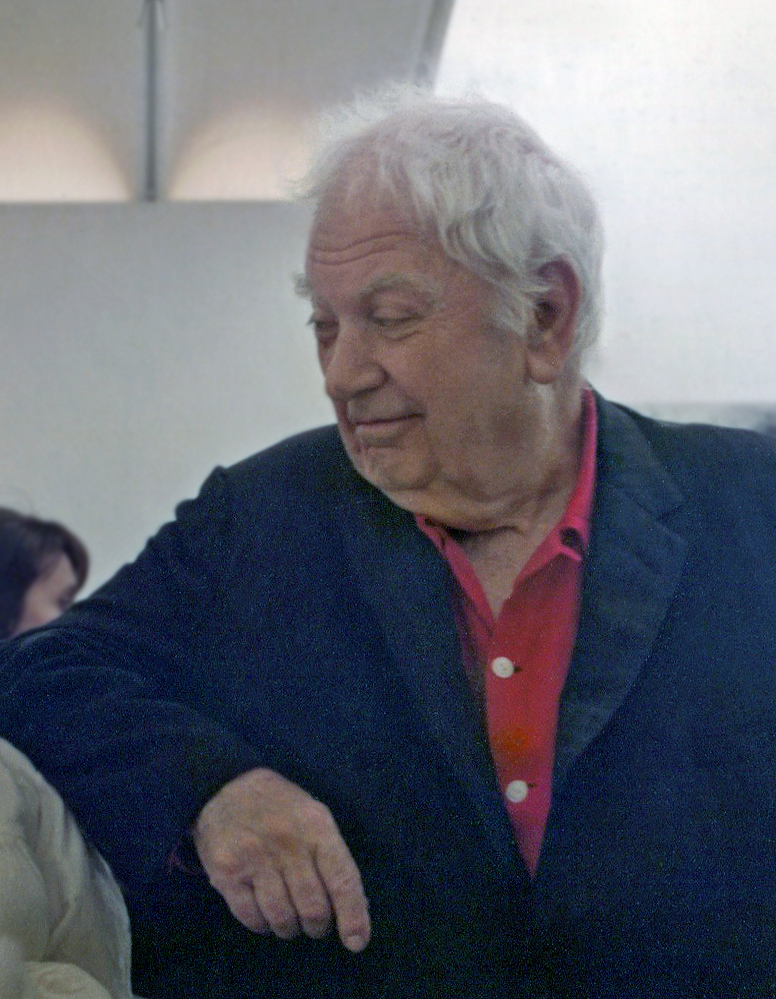
Alexander Calder 1968.

Alexander "Sandy" Calder, född 22 juli 1898 i Lawnton i Dauphin County i Pennsylvania, död 11 november 1976 i New York, var en amerikansk konstnär. Han är mest känd för sina mobiler. Förutom mobiler och stabila skulpturer gjorde han målningar, teckningar, litografier och tapeter samt designade mattor.

## Biografi
Alexander Calder tillhörde en konstnärsfamilj. Hans far Alexander Stirling Calder och hans farfar Alexander Milne Calder hade samma namn och var skulptörer. Hans mor Nanette Lederer Calder var målare.
Trots att hans föräldrar försökte uppmuntra barnens kreativitet avrådde de dem från att bli konstnärer då de visste att yrket var osäkert och innebar en svår ekonomisk karriär. Calder utbildade sig därför från början till ingenjör på Stevens Institute of Technology där han tog examen 1919. De kommande åren hade han olika ingenjörsjobb, bland annat som assistent till en hydraulikingenjör och som ingenjör vid ett kanadensiskt skogshuggarläger. Han trivdes dock inte i den rollen och tog därför 1922 arbete som eldare i pannrummet på passagerarfartyget H. F. Alexander. När skeppet seglade från San Francisco till New York vaknade han en morgon och såg en soluppgång med månnedgång. Detta under i universum gjorde mycket stark intryck på honom och förde in honom på konstnärsbanan. 
Efter att ha bestämt sig för att bli konstnär flyttade Calder till New York och gick med i Art Students League. Som student blev Calder fascinerad av cirkusen och gjorde ett antal teckningsstudier på cirkustemat och skulpterade ett antal trådmodeller av cirkusdjur och cirkusartister.
Efter att ha tagit examen flyttade Calder till Paris och fortsatte sina studier. Han tog sin trådmodellscirkus med sig och gav improviserade shower som återgav uppträdandena på en riktig cirkus. Snart blev hans Cirque Calder populär inom parisisk avant-garde och Calder började ta inträdesavgift till sin två timmar långa cirkusshow vars rekvisita kunde packas i resväskor (slutligen krävdes fem väskor).
År 1928 hade Calder sitt första soloframträdande vid Weyhe Gallery i New York. Under kommande tiotalet år reste han åtskilliga gånger över Atlanten för att framträda både i Europa och USA.
På en atlantångare träffade han sin fru Louisa James. De gifte sig 1931.
Under sin tid i Paris blev Calder vän med många avant-gardeartister, bland andra Joan Miró, Jean Arp och Marcel Duchamp. Ett besök på Piet Mondrians konststudio 1930 "chockade" Calder till att ta sig an den abstrakta konsten.
Vid slutet av 1931 hade han snabbt gått över till mer avancerade skulpturer som fick sin rörelse från luftströmmarna i rummet och de riktiga mobilerna var födda. Vid ungefär samma tid experimenterade Calder med självstödjande, statiska abstrakta skulpturer, kallade "stabiles" av Arp för att skilja dem från mobilerna.
Calder och Louisa återvände till Amerika 1933 och slog sig ned på en gård de köpt i Roxbury i Connecticut. Här uppfostrade de sina barn (första dottern Sandra, född 1935, andra dottern Mary född 1939). Calder fortsatte att uppträda med Cirque Calder, men arbetade även med koreografen Martha Graham för vilken han designade scenbakgrunder till hennes baletter samt (1936) en rörlig scenkonstruktion till en uppsättning av Socrate, ett verk av Erik Satie.
Under andra världskriget försökte Calder bli marinsoldat, men blev inte antagen. Istället fortsatte han skulptera, men brist på metall fick honom att börja producera konstverk i trä. Efter kriget hade Calder flera stora retrospektiva utställningar, bland annat på Museum of Modern Art i New York 1943.
På 1950-talet koncentrerade sig Calder alltmer på att skapa monumentala skulpturer. Några som kan nämnas är .125 för JFK Airport 1957 och La Spirale för Unesco i Paris 1958. Calders största skulptur El Sol Rojo är 20,5 meter hög och gjordes för Olympiska sommarspelen 1968 i Mexico City.
År 1966 publicerade Calder en illustrerad självbiografi som han skrivit med hjälp av sin svärson Jean Davidson.
Calder dog 1976, kort efter öppnandet av en annan stor retrospektiv utställning på Whitney Museum of American Art i New York.

## Verk
En lista över Calders verk finns på Calderstiftelsens webbplats. Ett urval:

## Galleri

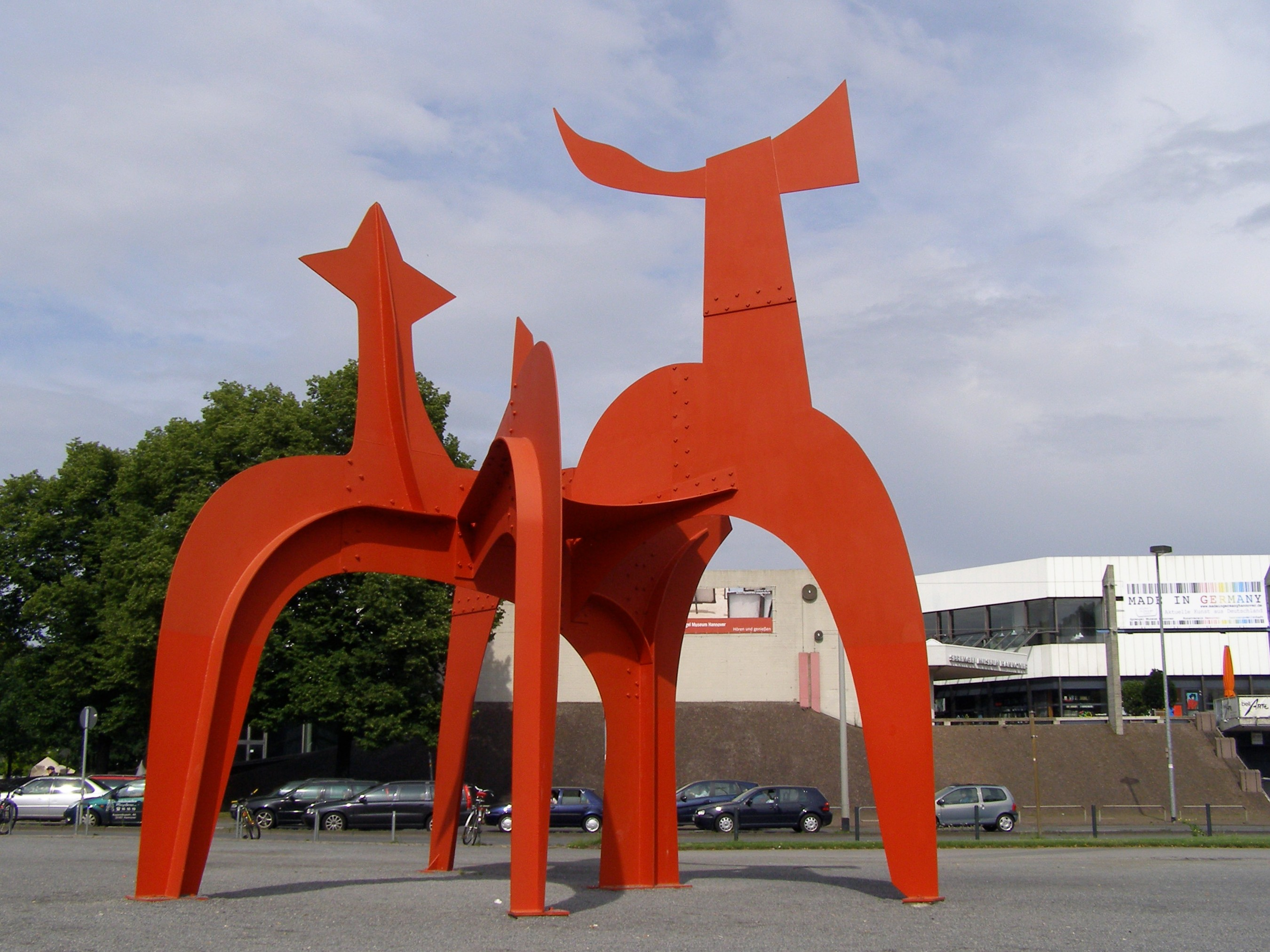
Le Halebardier (1971), Sprengel Museum, Hannover, Tyskland.
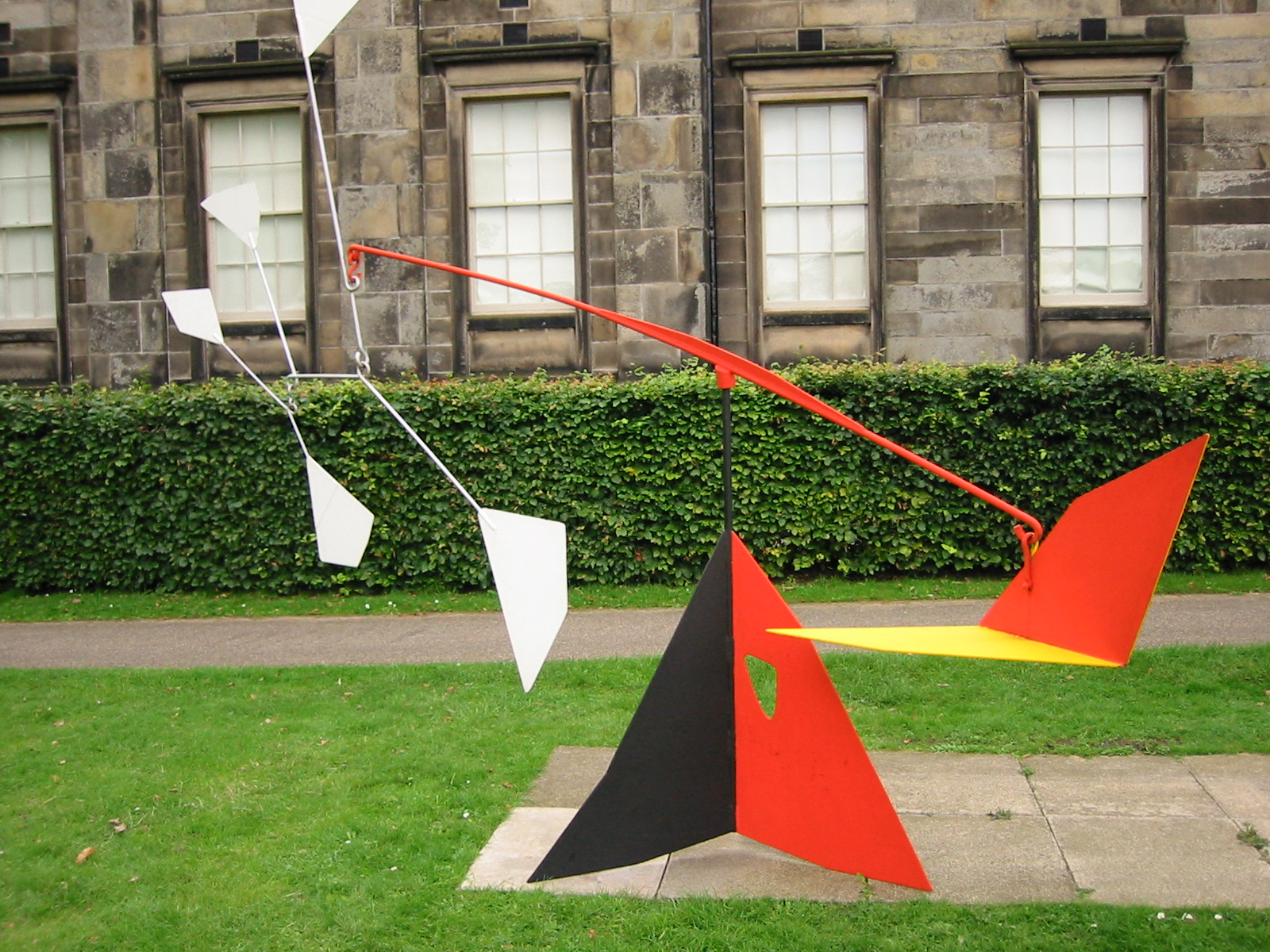
The Empennage 1953, Scottish National Gallery of Modern Art.
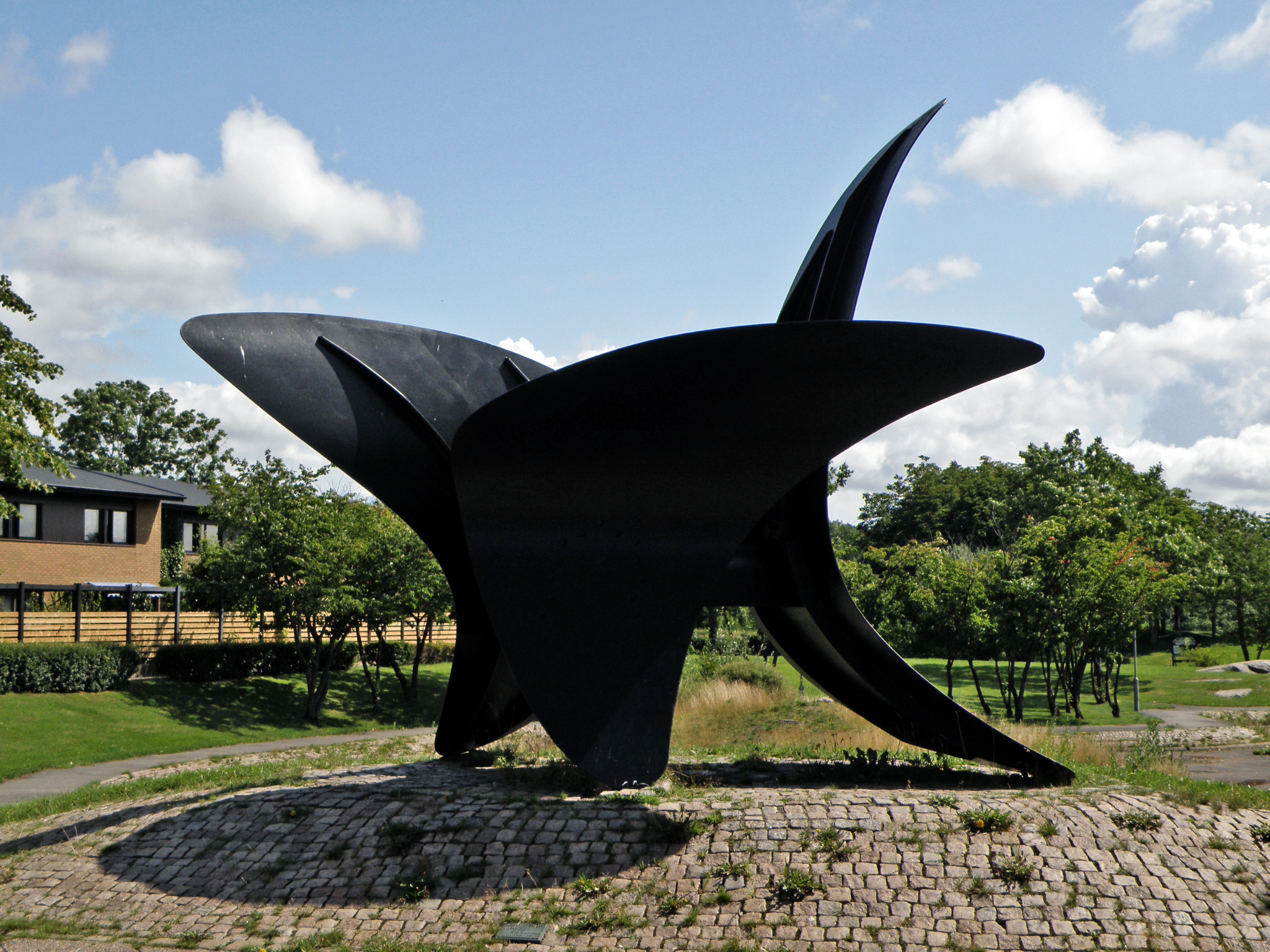
The Three Wings 1967, Göteborg.
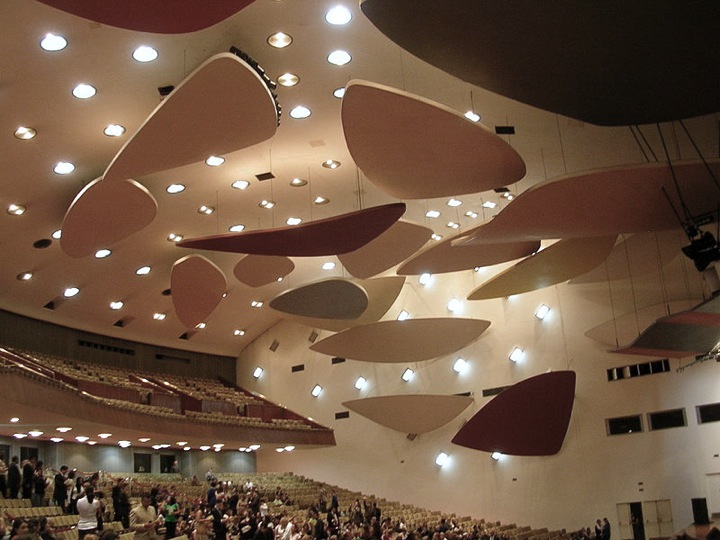
Acoustic Ceiling 1953, Central University of Venezuela.
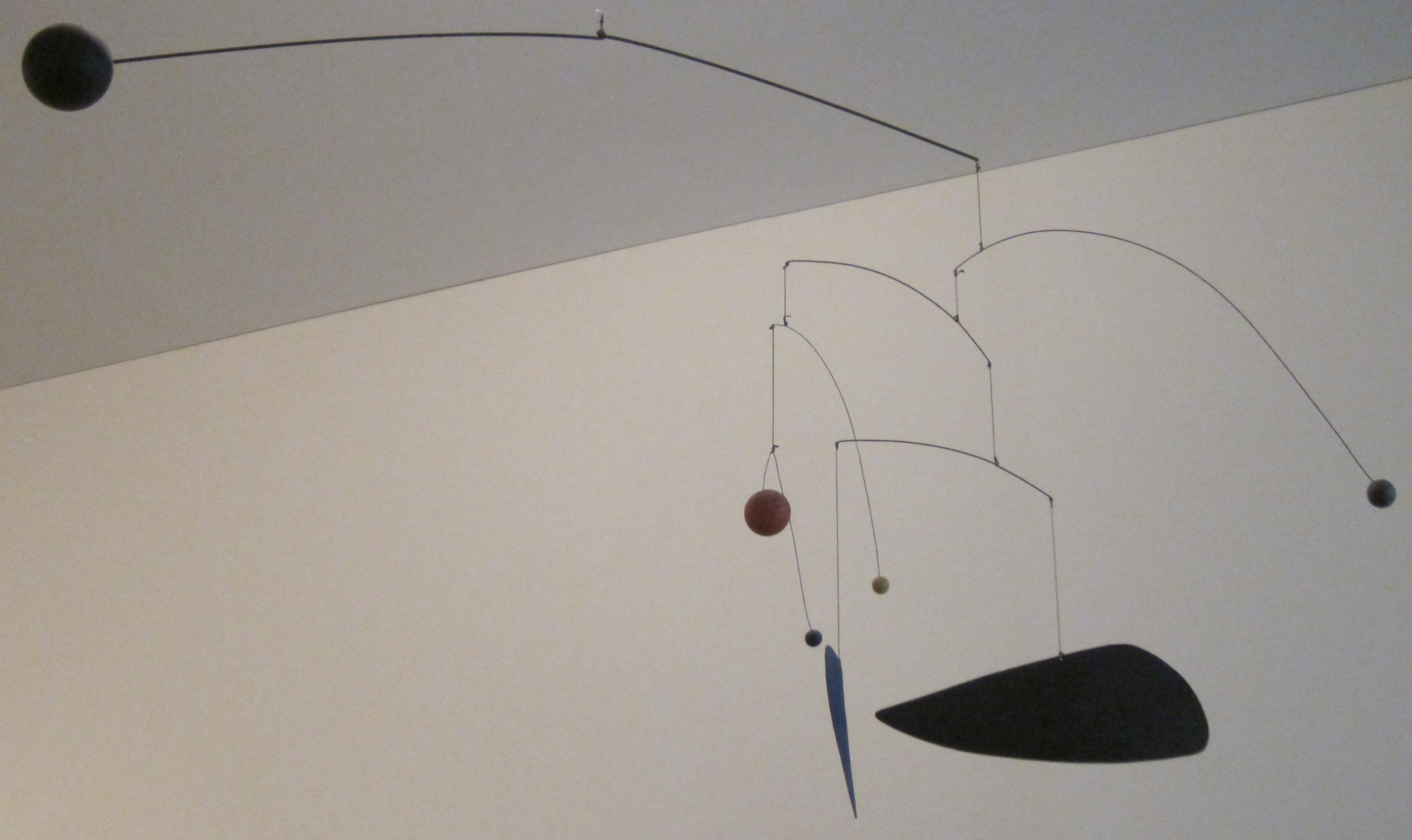
Mobile 1932.
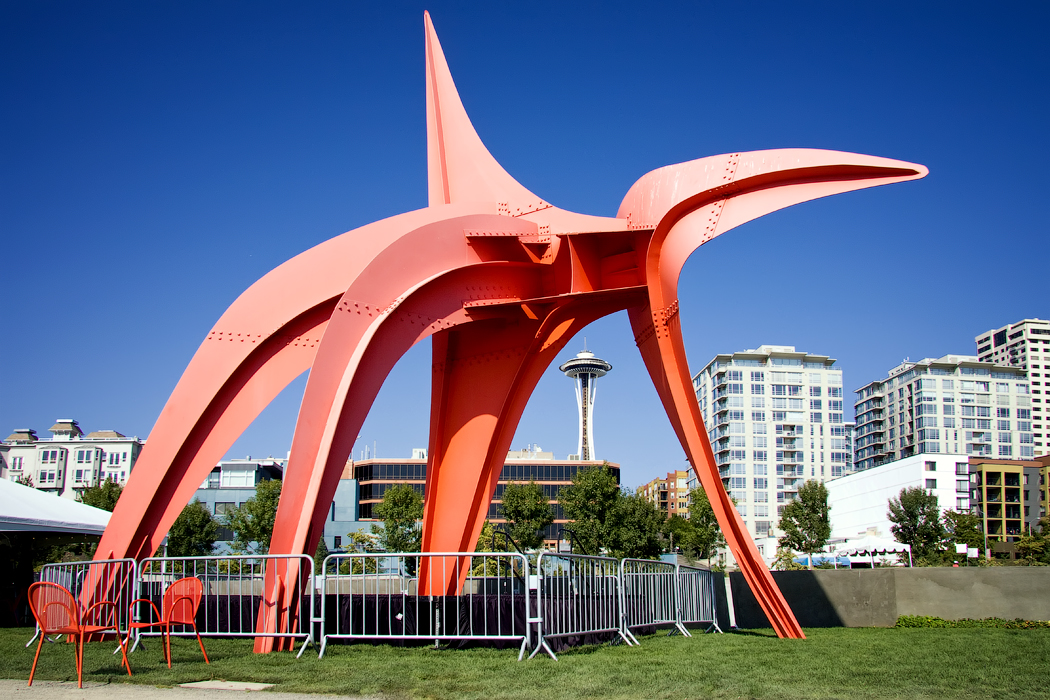
Örnen, Olympic Sculpture Park, Seattle

- Acoustic Clouds (1953), i Aula Magna, Universitetsstaden i Caracas
- De fyra elementen (1961), målad stålplåt, utanför Moderna Museet[2] i Stockholm
- De tre vingarna (1967), svartmålad stålplåt, Angereds torg i Göteborg
- L'un des nôtres/En av våra (1968), svartmålad stålplåt, vid Fäladsgården i Lund

## Representation
Calder är representerad vid bland annat Göteborgs konstmuseum, Ateneum, British Museum, Victoria and Albert Museum, Metropolitan Museum, Museum of Modern Art, Moderna Museet, Saint Louis Art Museum, Denver Art Museum, Museum Boijmans Van Beuningen, Nelson-Atkins Museum of Art, Auckland Art Gallery, Cleveland Museum of Art, Centre Pompidou, National Gallery of Victoria,  Whitney Museum of American Art, Art Institute of Chicago, Guggenheimmuseet, Philadelphia Museum of Art, Smithsonian American Art Museum, San Francisco Museum of Modern Art, Minneapolis Institute of Art, Tate Modern, J. Paul Getty Museum, Städel, Israel Museum, Yale University Art Gallery, National Gallery of Art,  Museo Reina Sofía, Museum of Fine Arts, Boston, Musée national des beaux-arts du Québec och National Gallery of Canada.